# Esperqueu
Na mitologia grega, Esperqueu (em grego: Σπερχειός, transl. Spercheios) é um rio da Tessália e do deus desse rio.
De acordo com Antonino Liberal as ninfas do monte Ótris são filhas de Esperqueu e Dínon - não é informado no texto, no entanto, se esta seria a Greia homônima. Liberal também diz que o rei Dríops de Eta é filho de Esperqueu e Polidora,  filha de Dânao. Driops, por sua vez, é pai de Dríope.
Na Ilíada de Homero, Esperqueu é pai de Menéstio, um dos comandantes do exército de Aquiles, com Polidora, meia-irmã de Aquiles. Pseudo-Apolodoro dá duas versões sobre Polidora: em uma das versões, ela é filha de Peleu e Antígona, filha de Euritião, rei de Ftía, e foi casada com Borus, filho de Perieres. Em outra versão, Polidora é filha de Perieres, casou-se com Peleu, mas teve com Esperqueu o filho Menéstio.